# San Carlos (Rennstrecke)
Die Rennstrecke von San Carlos ist eine Rennstrecke in der venezolanischen Stadt San Carlos im Bundesstaat Cojedes, südwestlich der Hauptstadt Caracas.

## Geschichte
Die 1970 eröffnete Rennstrecke wurde auf einer Fläche von rund 85 Hektar errichtet und war eine einfache, aber schnelle Strecke von 2,700 km Länge und verfügte über für die damalige Zeit moderne Einrichtungen wie ein Boxengebäude und einen Kontrollturm in Stahlrahmenbauweise. Finanziert wurde das Projekt von der einflussreichen Familie Boulton.
1976 erfolgte eine erste Erweiterung auf 3,135 km Länge, die 1977 durch eine Verlängerung von einem weiteren Kilometer im Infield der Strecke dieser  ihre heutige Form gab.
Der damals genutzte Kurs hatte eine Länge von 4,135 Kilometern, sieben Rechts- und vier Linkskurven und wurde im Uhrzeigersinn befahren.

## Veranstaltungen
Die erste internationale Veranstaltung auf dem Kurs war 1973 eine Runde der SCCA Continental Formula B Championship.
Die Strecke beherbergte zwischen 1977 und 1979 den Großen Preis von Venezuela im Rahmen der FIM-Motorrad-Straßenweltmeisterschaft sowie 1976 einen Lauf zur Formel-750-Weltmeisterschaft.
Aktuell (2024) beherbergt die Strecke mehrere Runden der Venezuela Sprint Series.  